# Ge Weiqing
Ge Weiqing (Shanghai, 25 april 1977) is een Chinees waterpolospeler.
Ge Weiqing nam als waterpoloër één keer deel aan de Olympische Spelen in 2008. Op de Aziatische Spelen 2006 won hij de gouden medaille en in 2010 een zilveren en in 2002 een bronzen.